# Heteromesus greeni
Heteromesus greeni är en kräftdjursart som först beskrevs av Tattersall 1905.  Heteromesus greeni ingår i släktet Heteromesus och familjen Ischnomesidae. Inga underarter finns listade i Catalogue of Life.